# Rugby-Union-Panamerikameisterschaft
Die Rugby-Union-Panamerikameisterschaft (englisch Pan American Rugby Championship, spanisch Torneo Panamericano de Rugby oder Panamericano de Rugby) war ein internationales Turnier für Nationalmannschaften der Sportart Rugby Union in Nord- und Südamerika, das von 1995 bis 2003 in unregelmäßigen Abständen stattfand. Das vom Panamerikanischen Rugby-Verband PARA organisierte Turnier diente als Qualifikation für die Weltmeisterschaft. Teilnehmer waren Argentinien, Kanada, Uruguay und die Vereinigten Staaten (ab 1996). Argentinien gewann alle fünf ausgetragenen Turniere. Als Ersatz für dieses Turnier wurde 2009 die Americas Rugby Championship eingeführt, zunächst für Reserve-Nationalmannschaften und Auswahlteams, ab 2016 für Nationalmannschaften.

## Turniere im Überblick
| Jahr | Gastgeber           | Sieger      | Platz 2            | Platz 3            | Platz 4 |
| ---- | ------------------- | ----------- | ------------------ | ------------------ | ------- |
| 1995 | Argentinien/Uruguay | Argentinien | Uruguay            | Kanada             |         |
| 1996 | Kanada              | Argentinien | Kanada             | Vereinigte Staaten | Uruguay |
| 1998 | Argentinien         | Argentinien | Kanada             | Vereinigte Staaten | Uruguay |
| 2001 | Kanada              | Argentinien | Kanada             | Vereinigte Staaten | Uruguay |
| 2003 | Argentinien         | Argentinien | Vereinigte Staaten | Kanada             | Uruguay |